# Turkey (rivière de l'Iowa)
Pour les articles homonymes, voir Turkey.
La Turkey est un cours d'eau des États-Unis de 246 km de long qui coule dans l'État de l'Iowa. Elle est un affluent du Mississippi.

## Source de la traduction
- (en) Cet article est partiellement ou en totalité issu de l’article de Wikipédia en anglais intitulé « Turkey River (Iowa) » (voir la liste des auteurs).